# Claudia Karvan
Claudia Karvan (Sídney, 19 de mayo de 1972) es una actriz australiana, conocida por sus papeles en series de televisión como The Secret Life of Us, Love My Way y Spirited.

## Biografía
Su apellido verdadero es Karvaniardos, sin embargo se lo cambió a Karvan cuando se mudó a Australia. Su padrastro es griego.
Es muy buena amiga de la actriz Catherine McClements, a quien conoce desde 1990.
Claudia sale con el gerente de construcción cinematográfica Jeremy Sparks, a quien conoció cuando apenas tenía 22 años. La pareja le dio la bienvenida a su primera hija juntos, Audrey Sparks en octubre del 2001. El 18 de mayo de 2006 tuvieron su primer hijo juntos, Albee Sparks. Jeremy tiene una hija llamada Holiday "Hollie" Sidewinder nacida en 1991, fruto de una relación anterior con la actriz Loene Carmen.
En el 2010 fue reconocida como Miembro del Paseo de la Fama de Australia por su carrera en cine y televisión.

## Carrera

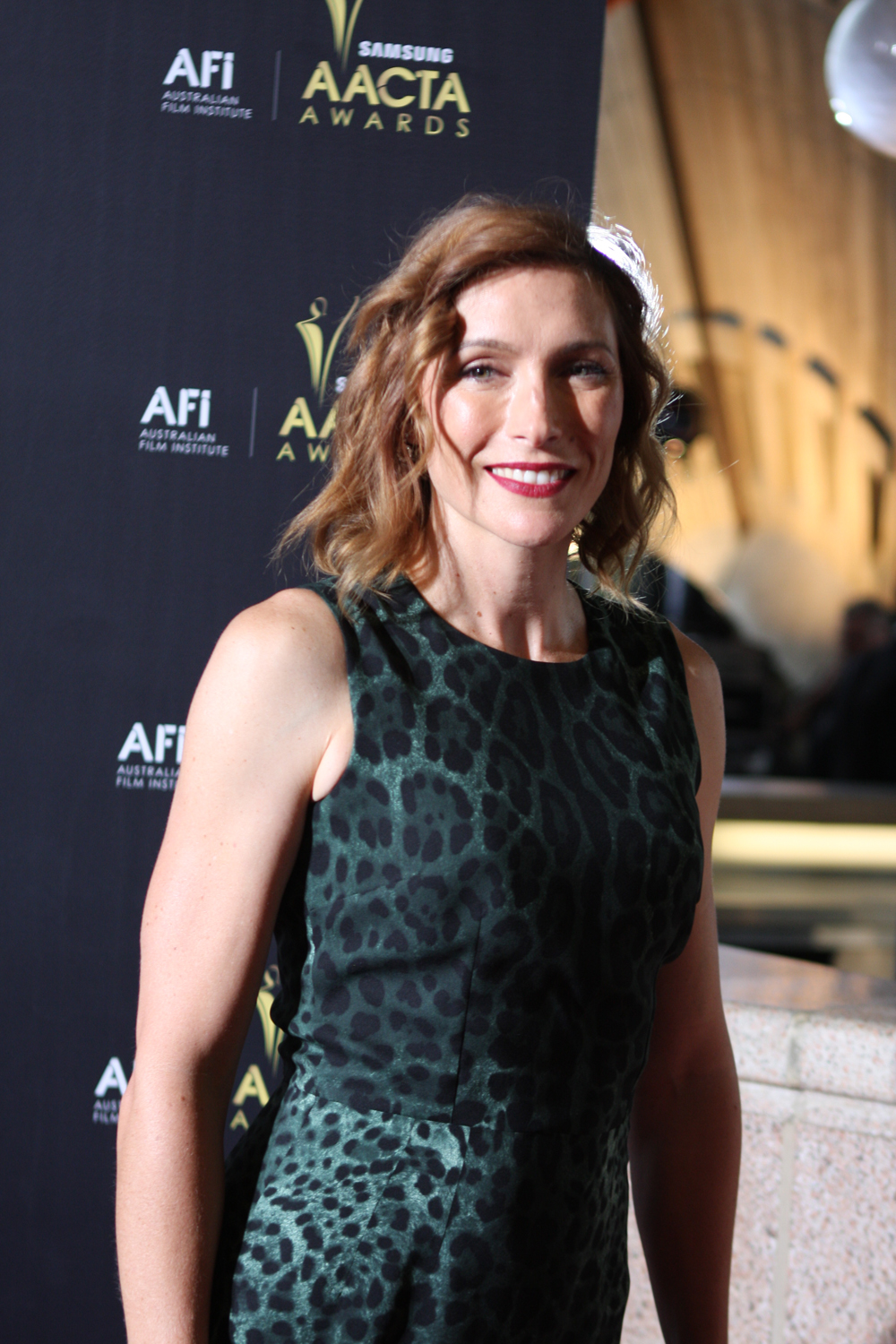
Claudia Karvan en los premios AACTA

Su primera aparición en una película fue en 1983 cuando un amigo de su padre la escogió para interpretar a Maxie Ireland en la película Molly. En 1987 apareció en la película de Phillip Noyce Echoes of Paradise, y en la película de Gillian Armstrong High Tide apareció con Judy Davis.
En 1993, Karvan ganó a un crítico de cine australiano del Círculo de adjudicación a la mejor actriz por su papel en The Heartbreak Kid. Karvan ha protagonizado películas junto a muchos de los actores hombres principales de Australia, incluido Guy Pearce en Flynn (1992) y Citas con el enemigo (1996), Ben Mendelsohn en El Gran Robo (1990) y Hugh Jackman en Héroe Rústico (1999). En 2006, ella desempeño un papel en Footy Legends, una película sobre una liga de rugby. Hizo también el papel de la madre Hayley (Joanna Levesque) en la película estadounidense Aquamarine.
En 1996, el Instituto Cinematográfico de Australia premió a Karban a la Mejor Actriz en un papel de liderazgo en una serie de televisión dramática de un episodio titulado "Canta conmigo una canción de cuna". También ganó un premio en 2001 por su papel de Dra. Alex Christensen en The Secret Life of Us. En 2005 ganó otro premio honorofíco por su papel de Frankie Paige en la serie de televisión Love My Way. Ha aparecido en el segundo capítulo de Star Wars como Sola Naberrie, la hermana de Padmé Amidala.
Ha terminado ya con la película Daybreakers, es una película de thriller con vampiros sus compañeros de reparto son Ethan Hawke, Willem Dafoe y Sam Neill y está filmando una nueva película llamada Long Weekend con compañero de reparto a James Caviezel y como director Jamie Blanks.
En el 2010 se unió al elenco principal de la serie Spirited donde interpretó a Suzy Darling, una mujer cansada de estar en un matrimonio sin amor quien después de decidir alejarse conoce al fantasma de Henry Mallet (Matt King), de quien se enamora, hasta el final de la serie en el 2011.
En el 2012 se unió al elenco principal de la serie Puberty Blues donde interpreta a Judy Vickers hasta ahora.
En el 2013 se unió al elenco principal del nuevo drama The Time of Our Lives, donde interpreta a Caroline, hasta ahora.
Ese mismo año se unió al elenco de la miniserie dramática de cuatro partes Better Man donde interpretó a Bernadette McMahon, la esposa del abogado Julian McMahon (David Wenham).
En el 2016 se unió al elenco de la serie Jack Irish donde interpretó a Sarah Longmore.

## Filmografía seleccionada

### Series de televisión
| Año         | Título                  | Personaje                     | Notas                      |
| ----------- | ----------------------- | ----------------------------- | -------------------------- |
| 1995        | Natural Justice         | Asta Cadell                   | tv serie                   |
| 2000        | The Lost World          | Catherine Reilly              | episodio "Time After Time" |
| 2001        | Farscape                | Natira                        | 3 episodios                |
| 2001 - 2003 | The Secret Life of Us   | Dra. Alex Christensen Mariani | 44 episodios               |
| 2004 - 2007 | Love My Way             | Frankie Page                  | 30 episodios               |
| 2010 - 2011 | Spirited                | Suzy Darling                  | 18 episodios               |
| 2012 - 2014 | Puberty Blues           | Judy Vickers                  | 17 episodios               |
| 2013        | Better Man              | Bernadette McMahon            | 4 episodios - miniserie    |
| 2013 - 2014 | The Time of Our Lives   | Caroline                      | 21 episodios               |
| 2016        | Jack Irish              | Sarah Longmore                | 5 episodios                |
| 2017        | Newton's Law            | Josephine Newton              | 8 episodios                |
| 2018        | Orange Is the New Black | Varios Personajes             | 4 episodios                |
| 2019        | The Other Guy           | Miranda                       | 6 episodios                |
| 2020        | Halifax: Retribution    | Mandy Petras                  | 7 episodios                |
| 2020        | Black Comedy            | -                             | ep. #4.3                   |
| 2021        | Bump                    | Angie Davis                   | 10 episodios               |

### Películas
| Año  | Título                                     | Personaje                | Notas                                                                                   |
| ---- | ------------------------------------------ | ------------------------ | --------------------------------------------------------------------------------------- |
| 1983 | Molly                                      | Maxie Ireland            | junto a Garry McDonald y Reg Lye                                                        |
| 1987 | High Tide                                  | Ally                     | junto a Judy Davis, Rob Carlton, Frankie J. Holden y Colin Friels                       |
| 1988 | Touch the Sun: Princess Kate               | Amanda                   | junto a Mouche Phillips, Justine Clarke, Rebekah Elmaloglou, Myra Noblet y Martin Sacks |
| 1989 | Echoes of Paradise                         | Julie                    | junto a John Lone, Steve Jacobs, Rod Mullinar, Gillian Jones y Wendy Hughes             |
| 1990 | The Big Steal                              | Joanna Johnson           | junto a Ben Mendelsohn, Steve Bisley, Marshall Napier y Damon Herriman                  |
| 1991 | Holidays on the River Yarra                | Elsa                     | junto a Jacek Koman, Craig Adams, Luke Elliot y Alex Menglet                            |
| 1993 | The Heartbreak Kid                         | Christina Papadopoulos   | junto a Alex Dimitriades, William McInnes y Steve Bastoni                               |
| 1993 | Broken Highway                             | Catherine                | junto a Aden Young, David Field, Bill Hunter, William McInnes y Kris McQuade            |
| 1993 | Touch Me                                   | Christine                | corto - junto a Chris Haywood, Barry Otto, David Field y Norman Kaye                    |
| 1994 | Exile                                      | Jean                     | junto a Aden Young, Chris Haywood, Barry Otto, Hugo Weaving y Tony Llewellyn-Jones      |
| 1996 | Lust and Revenge                           | Georgina Oliphant        | junto a Nicholas Hope, Chris Haywood, Robert Menzies, Max Gillies y Wendy Hughes        |
| 1996 | Natural Justice: Heat                      | Asta Cadell              | junto a Steve Bastoni                                                                   |
| 1996 | Dating the Enemy                           | Tash                     | junto a Guy Pearce, John Howard, Matt Day, Pippa Grandison, Christine Anu y Anja Coleby |
| 1998 | Two Girls and a Baby                       | Catherine                | corto - junto a Pippa Grandison, Greg Stone y Marco Chiappi                             |
| 1998 | Never Tell Me Never                        | Janine Shepherd          | junto a Geoff Morrell, Michael Caton, John Howard, Robert Mammone y Joel Edgerton       |
| 1999 | Strange Planet                             | Judy                     | junto a Felix Williamson, Naomi Watts, Hugo Weaving, Aaron Jeffery y Marshall Napier    |
| 1999 | Passion                                    | Alfhild de Luce          | junto a Richard Roxburgh, Barbara Hershey, Roy Billing y Linda Cropper                  |
| 2001 | The Secret Life of Us                      | Doctora Alex Christensen | junto a Joel Edgerton y Damian de Montemas                                              |
| 2001 | My Brother Jack                            | Cressida Morley          | junto a Matt Day, Simon Lyndon, Felix Williamson, William McInnes y Robert Menzies      |
| 2004 | Small Claims                               | Jo Collins               | junto a Rebecca Gibney, Robert Mammone y Freya Stafford                                 |
| 2005 | Small Claims: White Wedding                | Jo Collins               | junto a Rebecca Gibney, Brooke Satchwell, Roy Billing y Alyssa McClelland               |
| 2005 | Star Wars: Episode III-Revenge of the Sith | Sola Naberrie            | junto a Natalie Portman                                                                 |
| 2006 | Small Claims: The Reunion                  | Jo Collins               | junto a Rebecca Gibney, Lisa Chappell, Peter Phelps y Brett Hicks-Maitland              |
| 2006 | Footy Legends                              | Alison Berry             | junto a Angus Sampson, Lisa Saggers, Brett MacDouall y Emma Lung                        |
| 2006 | Aquamarine                                 | Ginny                    | junto a Emma Roberts, Bruce Spence, Roy Billing, Dichen Lachman y Shaun Micallef        |
| 2008 | $9.99                                      | Michelle                 | prestó su voz para el personaje                                                         |
| 2008 | Long Weekend                               | Carla                    | junto a Jim Caviezel, Lara Robinson y Robert Taylor                                     |
| 2009 | Daybreakers                                | Audrey Bennett           | junto a Ethan Hawke, Willem Dafoe y Damien Garvey                                       |
| 2009 | Saved                                      | Julia Weston             | junto a Lara Robinson, Andy Rodoreda y Osamah Sami                                      |
| 2011 | 33 Postcards                               | Barbara                  | junto a Guy Pearce, Zhu Lin, Rhys Muldoon y Lincoln Lewis                               |
| 2012 | Scratch                                    | Holly                    | corto - junto a James Carter, Damian de Montemas, Kate Mulvany y Doris Younane          |
| 2014 | The Broken Shore                           | Helen Castleman          | junto a Dan Wyllie, Anthony Hayes, Erik Thomson, Cat McClements, Robyn Nevin y Don Hany |

### Directora, escritora y productora
| Año         | Título                | Notas                                      |
| ----------- | --------------------- | ------------------------------------------ |
| 1998        | Never Tell Me Never   | interpretó la canción Drop the Pilot       |
| 1999        | Paperback Hero        | interpretó la canción Cryin                |
| 2003        | The Secret Life of Us | directora - episodio "The People You Meet" |
| 2004 - 2007 | Love My Way           | productora - 22 episodios                  |
| 2005 - 2007 | Love My Way           | escritora - 22 episodios                   |
| 2009        | Amanecer              | mentora - corto                            |
| 2010        | Spirited              | productora (8 episodios)                   |
| 2010 - 2011 | Spirited              | escritora (18 episodios)                   |
| 2015        | House of Hancock      | productora (2 episodios - miniserie)       |
| 2016        | Doctor Doctor         | -                                          |
| 2021        | Bump                  | productora y creadora - 10 episodios       |

### Teatro
| Año  | Obra | Personaje | Director (a)      | Teatro | Notas                                                   |
| ---- | ---- | --------- | ----------------- | ------ | ------------------------------------------------------- |
| 1998 | Fred | -         | Mary-Anne Gifford | -      | junto a Matt Day, John Adam, Jacki Weaver y Jacek Koman |

## Premios y nominaciones
Por sus diversas participaciones en películas e interpretacines en series de televisión Claudia ha sido nominada a más de 22 premios y ha ganado 9, algunos premios son los ASTRA, AFI y los Logie.
| Año  | Categoría                                                              | Premio             | Serie/Película        | Resultado |
| ---- | ---------------------------------------------------------------------- | ------------------ | --------------------- | --------- |
| 1987 | Best Actress in a Supporting Role                                      | AFI Award          | High Tide             | Nominada  |
| 1990 | Best Actress in a Lead Role                                            | AFI Award          | The Big Steal         | Nominada  |
| 1992 | Best Actress in a Lead Role                                            | AFI Award          | Redheads              | Nominada  |
| 1993 | Best Actress in a Lead Role                                            | AFI Award          | Broken Highway        | Nominada  |
| 1996 | Best Actress in a Leading Role in a TV Drama                           | AFI Award          | G.P.                  | Ganó      |
| 1996 | Best Actress in a Lead Role                                            | AFI Award          | Dating the Enemy      | Nominada  |
| 1998 | Best Performance by an Actress in a Leading Role in a Television Drama | AFI Award          | Never Tell Me Never   | Nominada  |
| 1999 | Best Performance by an an Actress in a Supporting Role                 | AFI Award          | Passion               | Nominada  |
| 1999 | Most Outstanding Actress                                               | Silver Logie Award | Never Tell Me Never   | Nominada  |
| 2000 | Best Supporting Actor - Female                                         | FCCA Award         | Passion               | Nominada  |
| 2001 | Best Actress in a Leading Role in a Television Drama Series            | AFI Award          | The Secret Life of Us | Nominada  |
| 2002 | Best Actress in a Leading Role in a Television Drama                   | AFI Award          | The Secret Life of Us | Nominada  |
| 2002 | Most Outstanding Actress                                               | Silver Logie Award | The Secret Life of Us | Nominada  |
| 2002 | Most Popular Actress                                                   | Silver Logie Award | The Secret Life of Us | Nominada  |
| 2003 | Best Actress in a Leading Role in a Television Drama or Comedy         | AFI Award          | The Secret Life of Us | Nominada  |
| 2003 | Most Outstanding Actress in a Drama Series                             | Silver Logie Award | The Secret Life of Us | Ganó      |
| 2004 | Best Actress in a Leading Role in a Television Drama or Comedy         | AFI Award          | Small Claims          | Nominada  |
| 2004 | Most Outstanding Actress in a Drama Series                             | Silver Logie Award | The Secret Life of Us | Nominada  |
| 2005 | Most Outstanding On Camera Performance - Female                        | ASTRA Award        | Love My Way           | Ganó      |
| 2005 | Best Lead Actress in Television                                        | AFI Award          | Love My Way           | Ganó      |
| 2005 | Best Television Drama Series (junto a John Edwards)                    | AFI Award          | Love My Way           | Ganaron   |
| 2005 | Most Outstanding Actress in a Drama Series                             | Silver Logie Award | Love My Way           | Nominada  |
| 2006 | Most Outstanding Performance by an Actor - Female                      | ASTRA Award        | Love My Way           | Ganó      |
| 2006 | Best Television Drama Series (junto a Jacquelin Perske y John Edwards) | AFI Award          | Love My Way           | Ganaron   |
| 2006 | Best Lead Actress in Television Drama                                  | AFI Award          | Love My Way           | Nominados |
| 2006 | Most Outstanding Actress in a Drama Series                             | Silver Logie Award | Love My Way           | Ganó      |
| 2007 | Best Lead Actress in Television Drama                                  | AFI Award          | Love My Way           | Ganó      |
| 2007 | Best Television Drama Series (junto a John Edwards)                    | AFI Award          | Love My Way           | Ganaron   |
| 2007 | Most Outstanding Actress                                               | Silver Logie Award | Love My Way           | Nominada  |
| 2008 | Most Outstanding Performance by an Actor - Female                      | ASTRA Award        | Love My Way           | Ganó      |
| 2008 | Most Outstanding Actress                                               | Silver Logie Award | Love My Way           | Nominada  |
| 2010 | Best Television Drama Series (junto a Jacquelin Perske y John Edwards) | AFI Award          | Spirited              | Nominados |
| 2010 | Most Outstanding Actress                                               | Silver Logie Award | Saved                 | Ganó      |
| 2011 | Most Outstanding Performance by an Actor - Female                      | ASTRA Award        | Spirited              | Nominada  |
| 2012 | Most Outstanding Performance by an Actor – Female                      | ASTRA Award        | Spirited              | Nominada  |
| 2012 | Best Television Drama Series (junto a Jacquelin Perske)                | AACTA Award        | Spirited              | Nominada  |
| 2014 | Most Outstanding Actress                                               | Silver Logie Award | The Time of Our Lives | Nominada  |
| 2014 | Best Lead Actress in a Television Drama                                | AACTA Award        | The Time of Our Lives | Ganó      |